# Effigy of the Forgotten
Effigy of the Forgotten (englisch für „Bildnis der Vergessenen“) war das erste Full-Length-Album der amerikanischen Death-Metal-Band Suffocation.

## Entstehungsgeschichte
Das Album wurde von Produzent Scott Burns in den Morrisound-Recording-Studios in Tampa (Florida) aufgenommen. Einige der Lieder wurden bereits auf dem vorherigen Mini-Album Human Waste veröffentlicht, jedoch war die Produktion des Albums nicht mehr so roh wie die des Vorgänger-Albums. Bei den Liedern Reincremation und Mass Obliteration war George „Corpsegrinder“ Fisher von Monstrosity (heute Cannibal Corpse und Paths of Possession) als Gastsänger aktiv. Nach dem Album stieg Josh Bahron aus und schloss sich Autopsy an.
Das Album erschien am 18. Oktober 1991. Es wurde in den Vereinigten Staaten über R/C Records, ein Sublabel von Roadrunner Records veröffentlicht.
Das Album wurde Roger Patterson gewidmet. Der ehemalige Bassist von Atheist verstarb am 12. Februar 1991, ein halbes Jahr vor Veröffentlichung des Albums, an den Folgen eines Verkehrsunfalls.
Das Album wurde im Jahr 2003 zusammen mit Pierced from Within wiederveröffentlicht.

## Cover
Für das Coverartwork ist Dan Seagrave verantwortlich. Das Gouache-Gemälde zeigt eine Maschine, die als Hybrid aus organischem und metallischem Material erschaffen wurde. Diese ernährt sich von lebenden Organismen und sammelt deren genetische Informationen.

## Musikstil und Rezeption
Das Album enthält schnell gespielten Death Metal, vermischt mit Grindcore-Einflüssen. Als es erschien, konnten viele mit dieser Art Musik nichts anfangen. Insbesondere die rohe, dumpfe Produktion und das Growling von Sänger Frank Mullen erschwerten den Zugang zu dieser bis dato noch unbekannten Form des Death Metals. Frank Albrecht vom Rock-Hard-Magazin beschrieb die Musik der Band als „Rasenmäher-Sound“ und „Gehacke pur“ und nannte die Band eine „Schrottband“. Er vergab lediglich 3 von 10 Punkten. Heute gilt das Album als Pionieralbum und Klassiker des technisch gespielten Death Metals.

## Titelliste
1. Liege of Inveracity  – 4:30
2. Effigy of the Forgotten  – 3:50
3. Infecting the Crypts  – 4:49
4. Seeds of the Suffering  – 5:52
5. Habitual Infamy  – 4:16
6. Reincremation – 2:54
7. Mass Obliteration – 4:32
8. Involuntary Slaughter – 3:02
9. Jesus Wept – 3:42